# Nagy Szent Arszéniosz
Nagy Szent Arszéniosz (ógörögül: Αρσένιος Ερημίτης, latinul: Arsenius), más néven Diakónus Szent Arszéniosz, Római Szent Arszéniosz, Szkétiszi Szent Arszéniosz (Róma, 354 – Memphisz, 449) római származású ókeresztény egyiptomi szerzetes, egyike az úgynevezett sivatagi atyáknak.

## Élete
Előkelő római család gyermekeként született 354-ben. Erényes élete és klasszikus műveltsége miatt I. Damáz pápa őt ajánlotta nevelőnek I. Theodosius római császár Arcadius nevű fia (a későbbi első keletrómai császár) mellé. Theodosius fiától megkövetelte, hogy Arszéniosz tanítását ne ülve, hanem állva hallgassa végig; ezért később a gőgös Arcadius mesterét halálra kereste. Arszéniosz, félve Arcadiustól az egyiptomi Szkétisz remetetelepére menekült, ahol 40 évet töltött remeteként.
Egyes szerint szerint 95, mások szerint 120 éves korában halt meg. A keresztény egyház szentként tiszteli, és július 19-én üli meg az emléknapját.

## Mondásai
- „Arszeniosz abba mondta, hogy az idegen szerzetes idegen földön semmibe se avatkozzék bele, s akkor majd nyugalmat talál.”[2]
- „Arszeniosz abba mondta: »Egy szerzetesnek elég egy órát aludni, ha küzd.«”[3]
- „Egyszer Arszeniosz abba beteg lett Szkétiszben. Annyira szegény volt, hogy még egy szál inge sem volt, és mivel nem volt miből vásárolnia, valakitől szeretetadományt kapott. Így szólt: »Hálát adok neked, Uram, hogy arra méltattál, hogy szeretetadományt kapjak a te nevedért.«”[4]